# 이즈미 시키부
이즈미 시키부(일본어: 和泉式部, 덴엔 원년(978년)경 ~ 몰년 미상)는 헤이안 시대 중기의 가인이다. 중고(中古) 36가선(歌仙)이자 뇨보(女房) 36가선의 한 사람이다.

## 경력
에치젠노카미(越前守) 오에노 마사무네(大江雅致)와 엣추노카미(越中守) 다이라노 야스히라(平保衡)의 딸 사이에서 태어났다. 처음 태어났을 때의 이름은 오모토마루(일본어: 御許丸)라 불리며, 태황태후궁(太皇太后宮) 마사코 내친왕(昌子内親王)을 따르는 여동(女童)이 되었다(그녀의 어머니는 내친왕을 섬기는 뇨보였다) 하나, 이에 대해서는 부정하는 설도 있다.
이즈미노카미(和泉守) 다치바나노 미치사다(橘道貞)의 아내가 되어 남편과 함께 이즈미 국으로 들어갔다. 뒤에 「이즈미 시키부」라는 뇨보의 이름도 이때 남편의 부임지와 남편의 관직명을 합쳐서 부른 것이다. 미치사다와는 훗날 헤어졌는데, 그와의 사이에서 얻은 딸 고시키부노 나이시(小式部内侍)는 어머니의 뒤를 잇는 노래 재능을 보였다. 교토로 돌아온 뒤에는 미치사다와 별거 상태에 있으면서 레이제이 천황(冷泉天皇)의 제3황자 다메타카 친왕(爲尊親王)와의 열애담으로 세상을 떠들썩하게 했지만, 신분이 다른 사람과의 사랑은 결국 그녀를 부모와 의절하게까지 했다.
친왕이 죽은 뒤에는 그 친동생 아쓰미치 친왕(敦道親王)의 구애를 받았다. 친왕은 시키부를 자신의 저택으로 불러들였는데 이것은 그의 정비(正妃)였던 후지와라노 나리토키(藤原濟時)의 딸이 가출하는 원인이 되기도 했다. 아쓰미치 친왕과의 사이에서 아들 에이가쿠(永覺)를 얻었는데, 아쓰미치 친왕도 간코(寛弘) 4년(1007년)에 일찍 세상을 떠나고, 간코 말년(1008년 - 1011년경)에는 이치조 천황(一條天皇)의 중궁(中宮) ・ 후지와라노 쇼시(藤原彰子)의 뇨보로서 출사하였다. 죠와(長和) 2년(1013년)경에 쇼시의 아버지인 후지와라노 미치나가(藤原道長)의 게시(家司)로서 무용(武勇)으로 이름높던 후지와라노 야스아키(藤原保昌)와 재혼하여 그의 부임지인 단고(丹後)로 내려갔다. 만쥬(万寿) 2년(1025년)에 딸 고시키부노 나이시가 사망할 때까지도 살아있었던 것 같지만, 그녀의 만년의 모습에 대해서는 알려져 있지 않다.
계명(戒名)은 성심원전혜법니(誠心院専意法尼)였다.

## 인물 · 일화
- 연애편력이 많아서 미치나가로부터는 「나대는 여자(浮かれ女)」라는 평을 받았다. 또한 동료 뇨보였던 무라사키 시키부(紫式部)로부터는 "연문(恋文)이나 와카(和歌)는 훌륭한데 행실이 감동할 만한 것이 없다"는 비평을 받았다(《무라사키 시키부 일기》). 진정성 가득한 그녀의 작풍은 그녀가 지은 연가(戀歌) ・ 애도가(哀傷歌) ・ 찬불가에서 두드러지게 보이고 있으며, 특히 연가에는 정열적인 분위기의 수작이 많아, 같은 시대의 대가인(大歌人) 후지와라노 긴토(藤原公任)로부터도 극찬받았다.
- 아쓰미치 친왕과의 연애 전말을 담은 이야기풍의 일기 《이즈미 시키부 일기(和泉式部日記)》가 있는데 이에 대해서는 그녀 본인의 작품이 맞는지 의심하는 설이 있다. 그밖에 개인 문집으로 《이즈미 시키부 정집(和泉式部正集)》, 《이즈미 시키부 속집(和泉式部続集)》이나, 뛰어난 와카를 엄선한 《신한본 이즈미 시키부집(宸翰本和泉式部集)》이 전하고 있다. 《슈이와카슈(拾遺和歌集)》 이하 칙선(勅撰) 와카집에 246수의 와카가 채록되었으며, 그녀 사후의 첫 칙선 와카집이었던 《고슈이와카슈(後拾遺和歌集)》에 가장 많은 노래가 수록된 가인(歌人)이기도 하다.

## 와카
```
병으로 이 세상을 떠나기 전 추억으로 다시 한번 만나고파.
あらざらむ この世のほかの 思ひ出に いまひとたびの あふこともがな
```